# Liste des maires de Porto-Novo
La liste des maires de Porto-Novo présente un historiques des maires de la commune de Porto-Novo, chef-lieu du département de l'Ouémé et du Plateau et capitale administrative du Bénin. Cette liste débute officiellement en 2003 depuis la temps de la décentralisation au Bénin, mais  il est possible de remonter les institutions municipales au moins avant cette période.

## Liste des maires
| Nom et prénom       | Qualité | Mandat | Mandat | Parti politique                 | Remarques                                           |
| Nom et prénom       |         | Début  | Fin    |                                 | Remarques                                           |
| ------------------- | ------- | ------ | ------ | ------------------------------- | --------------------------------------------------- |
| Charlemagne Yankoty |         | 2020   | -      | Union Progressiste (UP)         |                                                     |
| Emmanuel Zossou     |         | 2015   | 2020   | Parti du renouveau démocratique |                                                     |
| Moukaram Océni      |         | 2008   | 2015   | Parti du renouveau démocratique |                                                     |
| Bernard Dossou      |         | 2003   | 2008   | Parti du renouveau démocratique |                                                     |
| Inès Houessou Aboh  |         | 1999   | 2003   |                                 | Fonctionnaire / Chef de la circonscription urbaines |
|                     |         |        | -      |                                 |                                                     |

## Bilan de la 3ème mandature
https://emmanuelzossou.bj/bilan/